# Kèn bầu

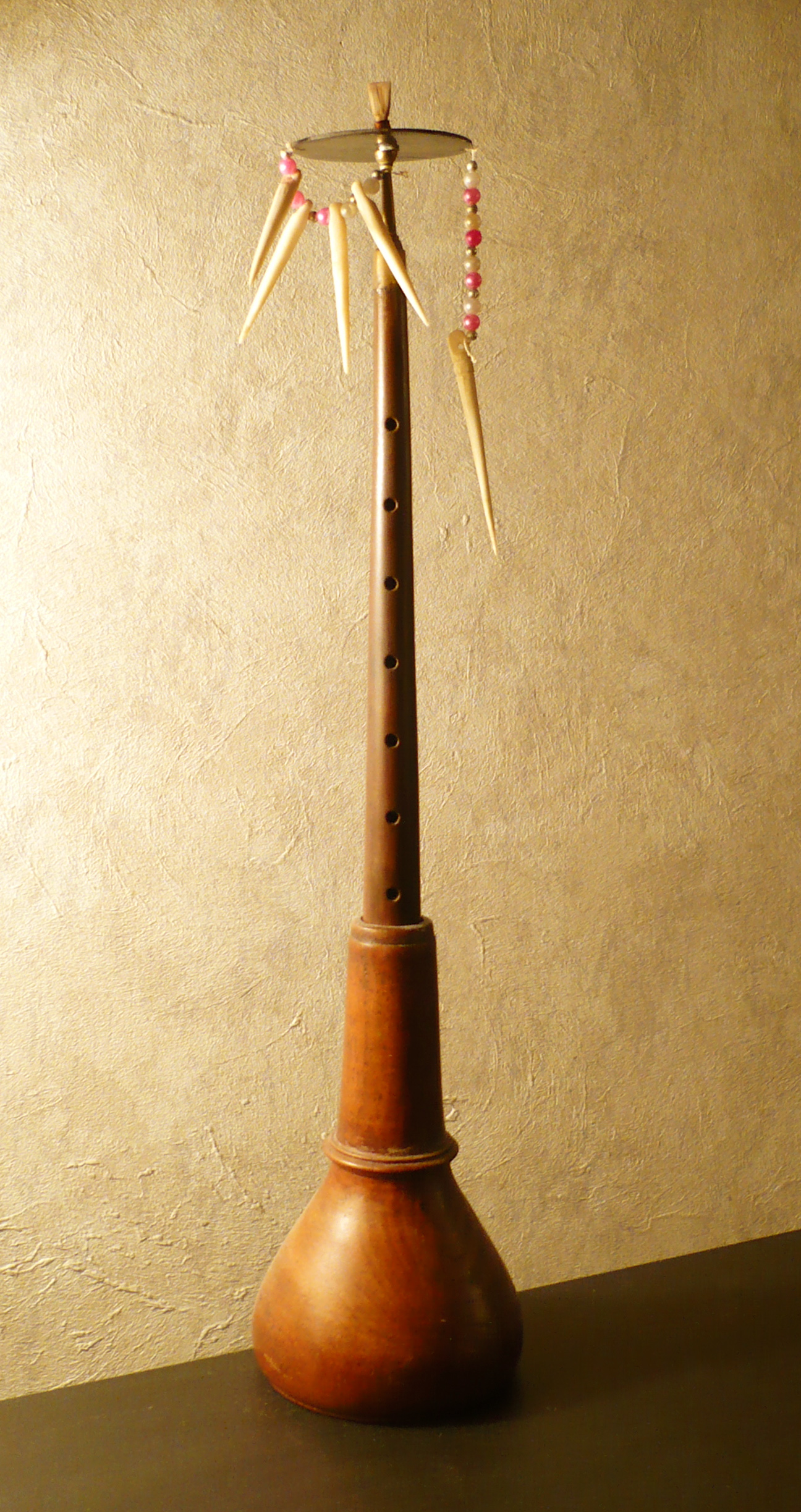
Eine kèn bầu

Kèn bầu (vietnamesisch) ist ein konisches Blasinstrument mit Doppelrohrblatt, das in der traditionellen Musik Vietnams verwendet wird. Es war das führende Melodieinstrument in der höfischen Musik von Huế. In Bauweise und Klang ähnelt es der chinesischen suona, dem koreanischen taepyeongso und gehört wie die orientalische surnai zur Gruppe der asiatischen Kegeloboen. Es gibt verschiedene Größen.

## Bauform
Das Instrument hat einen konischen Korpus aus Hartholz mit sieben Grifflöchern, davon ein Daumenloch an der Unterseite. Anders als die chinesischen und koreanischen Entsprechungen hat die kèn bầu einen abnehmbaren Schalltrichter aus Jackfruchtholz, das in der Form eines Kürbis geschnitzt wird (möglicherweise wurde er ursprünglich aus getrocknetem Kürbis hergestellt, dann aus dem haltbareren Holz). Auf das obere Ende wird ein kleines Messingrohr gesetzt, woran ein kleines Doppelrohrblatt befestigt wird.

## Etymologie
Kèn bedeutet Blasinstrument und bầu Kürbis, was sich auf den Schalltrichter aus einer Kalebasse bezieht. Ähnlich heißt die vietnamesische Monochord-Zither đàn bầu, die ebenfalls ursprünglich mit einem Kürbis hergestellt wurde.

## Spielweise
Die Spielweise des Instruments schließt den Gebrauch der Zirkularatmung und eine große Spannbreite von Verzierungen sowie ein weites Vibrato und Glissando ein.
Einer der bedeutendsten kèn bầu-Spieler ist Trần Thảo. Er leitet das Ensemble Nhã nhạc (Königliche Musik) von Huế und ist international aufgetreten. Schon seine Vorfahren waren Hofmusiker.